# Cleveland (Tennessee)
Cleveland is een plaats (city) in de Amerikaanse staat Tennessee en valt bestuurlijk gezien onder Bradley County.

## Demografie
Bij de volkstelling in 2000 werd het aantal inwoners vastgesteld op 37.192. In 2006 is het aantal inwoners door het United States Census Bureau geschat op 38.627, een stijging van 1435 (3,9%).

## Geografie
Volgens het United States Census Bureau beslaat de plaats een oppervlakte van 64,6 km², waarvan 64,6 km² land.

## Plaatsen in de nabije omgeving
De onderstaande figuur toont nabijgelegen plaatsen in een straal van 16 km rond Cleveland.